# Xènia Benach
Xènia Benach (* 22. März 2000) ist eine spanische Hürdenläuferin, die sich auf den 100-Meter-Hürdenlauf spezialisiert hat.

## Sportliche Laufbahn
Erste internationale Erfahrungen sammelte Xènia Benach im Jahr 2021, als sie bei den Halleneuropameisterschaften in Toruń mit 8,22 s in der ersten Runde über 60 m Hürden ausschied. Im Juli schied sie bei den U23-Europameisterschaften in Tallinn mit 13,56 s im Halbfinale aus und 2022 wurde sie bei den Hallenweltmeisterschaften in Belgrad in der ersten Runde disqualifiziert. Im August erreichte sie bei den Europameisterschaften in München das Halbfinale über 100 m Hürden und schied dort mit 13,18 s aus. 2023 kam sie bei den Halleneuropameisterschaften in Istanbul mit 8,17 s nicht über den Vorlauf über 60 m Hürden hinaus und im Jahr darauf schied sie bei den Hallenweltmeisterschaften in Glasgow mit 8,12 s im Halbfinale aus.
2022 wurde Benach spanische Meisterin im 100-Meter-Hürdenlauf. Zudem wurde sie 2021 und 2023 Hallenmeisterin im 60-Meter-Hürdenlauf.

## Persönliche Bestleistungen
- 100 m Hürden: 13,03 s (+0,9 m/s), 25. Juni 2022 in Nerja
  - 60 m Hürden (Halle): 8,01 s, 19. Februar 2023 in Madrid